# Christian Habersatter
Christian Habersatter (* 1970 in Salzburg) ist ein Brigadier des österreichischen Bundesheeres und seit März 2020 Kommandant der 3. Jägerbrigade.

## Militärische Laufbahn

### Ausbildung und erste Verwendungen
Er absolvierte die Theresianische Militärakademie und wurde 1992 zum Leutnant befördert und zum Landwehrstammregiment 83 nach Tamsweg versetzt. Dabei beteiligte er sich unter anderem als stellvertretender Kompaniekommandant am Assistenzeinsatz zur Grenzraumüberwachung im Burgenland.

### Dienst als Stabsoffizier
1997 bis 2000 absolviert er den 15. Generalstabslehrgang an der Landesverteidigungsakademie in Wien. Anschließend wurde er Stabschef und stellvertretender Brigadekommandant der 6. Jägerbrigade in Absam. Weitere Stationen seiner Laufbahn waren unter anderem Positionen als Bataillonskommandant des Panzerbataillon 14, stellvertretender Abteilungsleiter für die logistische Planung beim Bundesheer, Referatsleiter und stellvertretender Abteilungsleiter in der Generalstabsabteilung des Bundesministerium für Landesverteidigung (BMLVS).
Von 2009 bis 2012 war Habersatter leitender Planungs- und Verbindungsoffizier zum deutschen Verteidigungsministerium in Berlin und im Einsatzführungskommando der Bundeswehr in Potsdam.
Am 24. Juni 2015 wurde er Kommandant der 3. Jägerbrigade (damals noch unter der Bezeichnung 3. Panzergrenadierbrigade).

### Dienst im Generalsrang
Habersatter wurde zum Brigadier befördert und kehrte nach erfolgreichem Auslandseinsatz bei der EUTM Mali zur 3. Jägerbrigade zurück, welche er erneut als Kommandant führt.

### Auslandseinsätze
- 2004 als Chef des Stabes und nationaler Kontingentskommandant (SFOR) in Bosnien und Herzegowina[1]
- 9. März 2005 bis 27. Juli 2005 als Kommandeur des österreichischen Kontingents bei der EUFOR Mission in Bosnien[7]
- 2008 in einer Führungsposition in der KFOR im Kosovo[1]
- Juni bis Dezember 2019 als Kommandeur der EUTM Mali in Mali

## Privates
Christian Habersatter ist verheiratet und hat zwei Kinder.